# Yggdra Union: We'll Never Fight Alone
 (septembre 2016).
Si vous disposez d'ouvrages ou d'articles de référence ou si vous connaissez des sites web de qualité traitant du thème abordé ici, merci de compléter l'article en donnant les références utiles à sa vérifiabilité et en les liant à la section « Notes et références ».
Yggdra Union: We'll Never Fight Alone est un Tactical RPG édité sur Game Boy Advance et sur Playstation Portable.
Il a été développé par Sting Entertainment et est connu comme le second épisode de la série Dept. Heaven. Les deux versions du jeu ont été localisées par Atlus USA en Amérique du Nord et 505 Games a publié la version Game Boy Advance dans quelques pays européens. L'on dénombre trois spin-off de ce jeu, dont aucun n'a quitté le Japon. Le premier est paru sur mobile et Nintendo DS sous le nom de Yggdra Unison: Seiken Buxtehude Japon tandis que le second, qui n'a pas non plus quitté ce pays, est nommé Blaze Union: Story to Reach the Future. Le premier est une sorte de scénario alternatif à Yggdra Union, le second est une préquelle au jeu original. Le troisième spinn-off, Gloria Union, n'a pas de lien scénaristique avec les autres opus.

## Système de jeu
Le jeu se déroule sous la forme d'une succession de batailles. Durant ces batailles, toutes les unités sont placées sur le terrain qui fonctionne comme une grille quadrillée. Le jeu se fait sous la forme de tours, le joueur et l'ordinateur pouvant déplacer leurs unités et attaquer durant ces tours, sans y être toutefois obligés, pouvant achever leur tout n'importe quand. Contrairement à la plupart des Tactical-RPG, le joueur et son adversaire ne peuvent lancer un assaut qu'une seule fois par tour. Il faut néanmoins prendre en compte le principe des "Unions", éponyme au titre du jeu, et permettant à plusieurs unités, ainsi qu'à plusieurs ennemis, de rejoindre le même affrontement. Ces Unions dépendent de la formation des "soldats" sur le champ de bataille, ainsi que de leur genre. Il est cependant possible d'attaquer une Union comptant plus de membres que la sienne, et inversement.
Durant les combats, chaque unité est composée d'une unité de tête, le personnage que le joueur voit sur le terrain, ainsi que plusieurs soldats, dont la classe dépend de celle de l'unité de tête. Sur Game Boy Advance, ces soldats sont au nombre de 4 par unités et sont 7 sur Playstation Portable. Chaque unité est assignée à un type d'armes, fonctionnant sur un système similaire au pierre-papier-ciseaux, leur assignant des faiblesses et des avantages. Chaque unité dispose de 6 statistiques différentes: le "MORALE", fonctionnant comme ses points de vie, la GEN, l'ATK étant l'attaque du personnage, la TEC représentant la technique et la LUK, la chance. Les unités du joueur ont aussi la REP étant en leur réputation, calculée en fonction de leurs victoires et de leur défaites tandis que les unités ennemies ont la POW.UP qui influe sur l'augmentation de puissance de votre carte après les avoir affrontés. Il y a également un système d'altérations d'état, dont 5 peuvent être infligées à une unité simultanément, positifs ou négatifs. Le 5e dépend de l'objet que porte l'unité en question. Les objets ont d'ailleurs plusieurs utilités dans ce jeu, ils peuvent soit être équipés aux unités, soit être utilisés pour récupérer du "MORALE". Un objet équipé ne peut néanmoins pas être retiré mais disparaîtra au bout d'un nombre déterminé de batailles.
Au début de chaque tour, le joueur doit choisir une carte. Celle-ci détermine la stratégie qu'il souhaite adopter durant le tour. Chaque carte a également une sorte de coup spécial activable en combat, aux effets variés, pouvant aller d'une puissante attaque à une invincibilité temporaire. Les cartes possèdent trois statistiques:
_POW: C'est la puissance de la carte, elle détermine combien de dégâts seront infligés au "MORALE" du perdant du combat?
_ACE: Cette statistique détermine quel type d'unités peuvent activer le coup spécial. Si le "ACE" est une épée par exemple, alors, le meneur de l'union doit être un utilisateur d'épée. Si le "ACE" est "ALL", alors, n'importe qui peut lancer l'union.
_MOV: C'est le nombre de déplacements que le joueur peut effectuer durant le tour, si le déplacement est 8, alors, il pourra déplacer au total de 8 cases ses unités. Il peut choisir de n'en déplacer qu'une seule de 8 cases comme de répartir ces déplacement parmi plusieurs unités.

## Sources
- (en) Cet article est partiellement ou en totalité issu de l’article de Wikipédia en anglais intitulé « Yggdra Union: We'll Never Fight Alone » (voir la liste des auteurs).
- Site officiel japonais (Version PSP)
- Site officiel anglais (Version PSP)